# Sapad 81

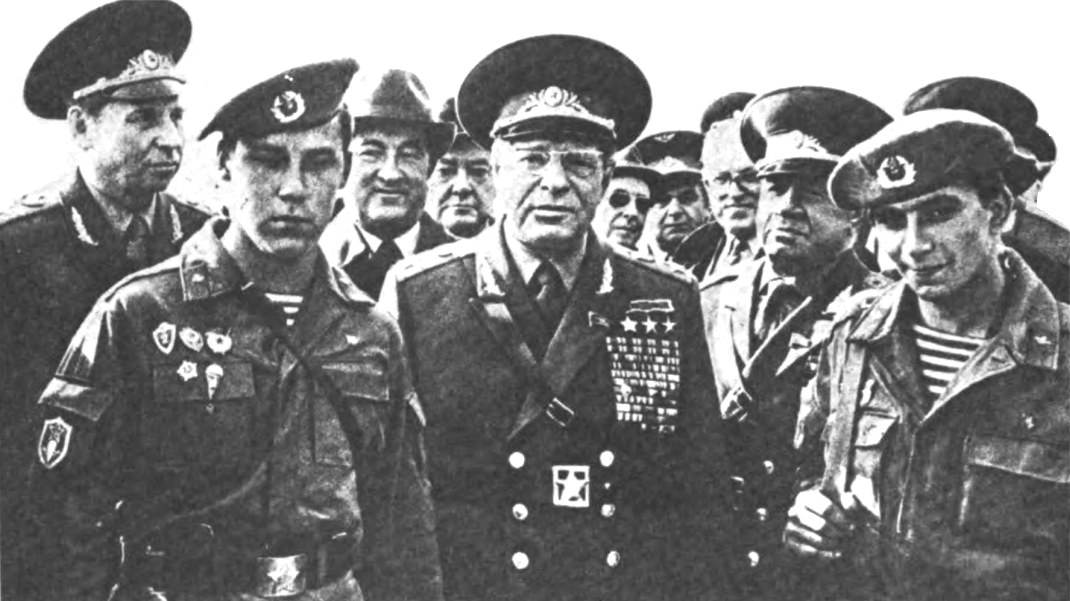
Von links: Marschall Nikolai Orgakow, Dmitri Ustinow und Alexei Jepischew zusammen mit Luftlandesoldaten während des Militärmanövers Sapad 81

Sapad 81 (Russisch Запад-81, übersetzt „West-81“), an dem hauptsächlich die UdSSR beteiligt war, stellte gemäß US- und NATO-Quellen das größte operativ-strategische Militärmanöver des Warschauer Paktes während des Kalten Krieges dar.

## Zeitraum und Schauplatz
Sapad 81 fand vom 4. bis 12. September 1981 in Polen und der Oblast Kaliningrad (westlicher Militärbezirk der UdSSR – Ostseebereich, Baltikum und Nordwesten der Sowjetunion) statt. Hauptbeteiligte Streitkräfte waren daher sowjetische und polnische Truppen. Es war das letzte große Militärmanöver auf polnischem Boden, da die Solidarność-Bewegung nach Ansicht der sowjetischen Militärführung das Land als politisch-militärischen Verbündeten destabilisiere.

## Kräfte und Gliederung
Insgesamt nahmen etwa 150.000 Soldaten am Feldmanöver teil. Der genaue Umfang der beteiligten Kräfte wurde vom Warschauer Pakt geheim gehalten.

## Durchführung
Sapad 81 war eine verbundene Operation der Teilstreitkräfte Heer (u. a. auch Raketentruppen), Luftwaffe und Marine. Unter anderem wurden neue Waffensysteme unter Gefechtsbedingungen getestet. Darunter gehörten unter anderem die neue Mittelstreckenrakete RSD-10 und der Flugdeckkreuzer Kiew. Während der Feldübungen wurden umfangreiche amphibische Landungen bei Gdańsk (Marinekonzentrationen mit Schwerpunkt in der Danziger Bucht) durchgeführt. Sapad 81 sollte eine mögliche Kriegsführung auf westlichem Territorium simulieren. Es gehörte zur Militärdoktrin des Warschauer Paktes, ein Militärmanöver durchzuführen, um damit einen massiven Truppenaufmarsch und einen tatsächlichen Angriff zu verdecken. Sapad 81 ähnelte in vielerlei Beziehung einer Invasion.
Sapad 81 fokussierte außerdem sehr stark auf den Einsatz von Marschflugkörpern und neuen Panzerabwehrwaffen der NATO (MILAN, TOW, HOT), sowie der gedeckten Überführung in den Kriegszustand. Des Weiteren wurde erstmals das Konzept der Operativen Manövergruppen (OMG – Operacyjna Grupa Manewrówa auf Polnisch, OГM - оперативная группа маневров auf Russisch) in die Praxis eingeführt.

## Kritik
Sapad 81 diente auch zu Propagandazwecken und sollte eine Waffenschau darstellen, um dem Westen das Offensivpotential des Warschauer Paktes aufzuzeigen. Es wurde umfangreiches Dokumentationsmaterial aufgenommen und eine große Militärparade abgehalten. Die USA kritisierten Sapad 81 für die Verletzung der Schlussakte von Helsinki, da die Übung nicht vollständig angekündigt war und die Truppenzahl von 25.000 Soldaten bei weitem überschritten wurde. 
Sapad 81 sollte auch aufzeigen, wie ein sowjetischer Einmarsch aussehen könnte, sollte die Solidarność-Bewegung weiter Erfolg haben.

## Kontext
siehe Geschichte Polens (im September 1981 veranstaltete die freie Gewerkschaft Solidarność ihren ersten Landeskongress)